# Sân bay quốc tế N'Djamena
Sân bay quốc tế N'Djamena (IATA: NDJ, ICAO: FTTJ), là một sân bay tại N'Djamena, Tchad, là sân bay quốc tế của Tchad.
Đây là sân bay hỗn hợp dân sự và quân sự, có đường băng dài 2800 m rải asphalt.

## Các hãng hàng không và các tuyến điểm
- Afriqiyah Airways (Tripoli)
- Air France (Paris-Charles de Gaulle)
- Air Service Gabon (Douala, Libreville)
- Cameroon Airlines (Douala, Garoua, Yaoundé)
- Ethiopian Airlines (Addis Ababa)
- Interair South Africa (Johannesburg)
- Nasair (Khartoum, Asmara)
- Sudan Airways (Khartoum, Kano)
- Toumaï Air Tchad (Abeche, Bangui, Brazzaville, Cotonou, Douala, Libreville, Lome)

## Căn cứ không quân
Căn cứ không quân Pháp đóng ở đây từ năm 1986, khi chiến dịch Epervier bắt đầu. Năm 2006, Epervier có 1000 người, các chiến đấu cơ Mirage F-1, máy bay phản lực Puma.
Ở đây cũng có một lượng nhỏ không lực Tchad.